# Verkehrsgesellschaft Hoyerswerda
Die Verkehrsgesellschaft Hoyerswerda mbH (VGH) betreibt den Omnibusverkehr im sächsischen Hoyerswerda.

## Geschichte
Ursprünglich gehörte der Verkehrsbetrieb durch die Kreisgebietsreform 1952 als Kraftverkehr Schwarze Pumpe zum Verkehrskombinat Cottbus. 1992 wurde die Verkehrsgesellschaft Spree-Elster (VSE) durch die damaligen Landkreise Hoyerswerda, Spremberg und Weißwasser gegründet. Der Spree-Neiße-Kreis, als Nachfolger des Kreises Spremberg, trat aus der Gesellschaft aus, der gesamte Buslinienbetrieb im Altkreis Spremberg wurde seitdem von der Neißeverkehr GmbH durchgeführt. Auch der ehemalige Oberleitungsbus Hoyerswerda wurde von der VSE geführt.

Logo der Verkehrsgesellschaft Schwarze Elster

Im Jahr 1995 beschloss der Kreistag des Niederschlesischen Oberlausitzkreises den Aufbau einer eigenen Verkehrsgesellschaft, der Verkehrsgesellschaft Görlitz-Niesky (später Niederschlesische Verkehrsgesellschaft). Daraus resultierte die Abspaltung der Zweigniederlassung Weißwasser der VSE und die Eingliederung in die VGN zum Jahr 1996. Gleichzeitig erfolgte die Umfirmierung von Verkehrsgesellschaft Spree-Elster in Verkehrsgesellschaft Schwarze Elster.
Seit April 2013 firmiert das Unternehmen unter dem Namen Verkehrsgesellschaft Hoyerswerda (VGH).
Das Unternehmen gehört zum kommunalen Unternehmensverbund Städtische Wirtschaftsbetriebe Hoyerswerda GmbH.

## Ausblick
Der Stadtrat Hoyerswerda beschloss am 28. Mai 2019, dass die Verkehrsgesellschaft Hoyerswerda „mit Wirkung vom 14. Dezember 2019 mit der Erbringung öffentlicher Personenverkehrsdienste nach Artikel 5 Absatz 2 der EU-Verordnung 1370/2007“ betraut werden soll und dass ihr „ein ausschließliches Recht zum Schutz der vergebenen Linienverkehre gewährt“ wird. Für die VGH obliegt damit auch zukünftig der Betrieb des Stadtbusnetzes; eine Teilnahme an wettbewerblichen Leistungsvergaben im ÖPNV außerhalb des Gebietes der Stadt Hoyerswerda ist ihr damit aber nicht mehr möglich.

## Liniennetz
Mit Stand Februar 2022 betreibt die VGH fünf Stadtbuslinien auf dem Gebiet der Stadt Hoyerswerda.

### Stadtbus
| Linie | Fahrstrecke | Hinweise                          |
| ----- | --- | --------------------------------- |
| 1     | Am Speicher – Kühnichter Heide – Lausitzer Platz – Albert-Einstein-Straße – Heinestraße – Bahnhof                                                     | verkehrt montags bis samstags     |
| 2     | Verkehrsbetrieb – F.-Liszt-Straße – Lausitzer Platz – Jugendklubhaus – Markt – Bahnhof                                                                | verkehrt montags bis samstags     |
| 3     | (GP Kühnicht) – Waldfriedhof – Klinikum – Lausitzer Platz – Lausitzbad – Globus – Heinestraße – Bahnhof                                               | verkehrt montags bis samstags     |
| 4     | Zeißig / Industriegelände Süd – HP Neustadt – Bautzener Allee – Lausitzer Platz – Jugendklubhaus – K.-Zuse-Straße – Grünewaldring                     | verkehrt nur montags bis freitags |
| 5     | YADOS – Nardter Weg – Senftenberger Vorstadt – Bahnhof – Dörgenhausen Moorweg – Milchalken Am Anger – Bröthen Hauptstraße – Schwarzkollm KRABAT-Mühle | verkehrt nur montags bis freitags |

### Fernbus
Die VGH betrieb vom 3. Mai 2013  bis 1. Juni 2014 eine Fernbuslinie zwischen Hoyerswerda und Dresden. Diese Linie wurde unter dem Namen Seenland-Express vermarktet. Aufgrund mangelnder Nachfrage und der damit verbundenen geringen Kostendeckung wurde diese Linie wieder eingestellt.